# EA Rosengrens
E A Rosengrens var ett svenskt företag som tillverkade värdeskåp, dokumentskåp, säkerhetsskåp och kassaskåp. Sedan 2006 ingår E A Rosengrens AB i Gunnebo Nordic AB där "Rosengrens" endast är ett varumärke. 

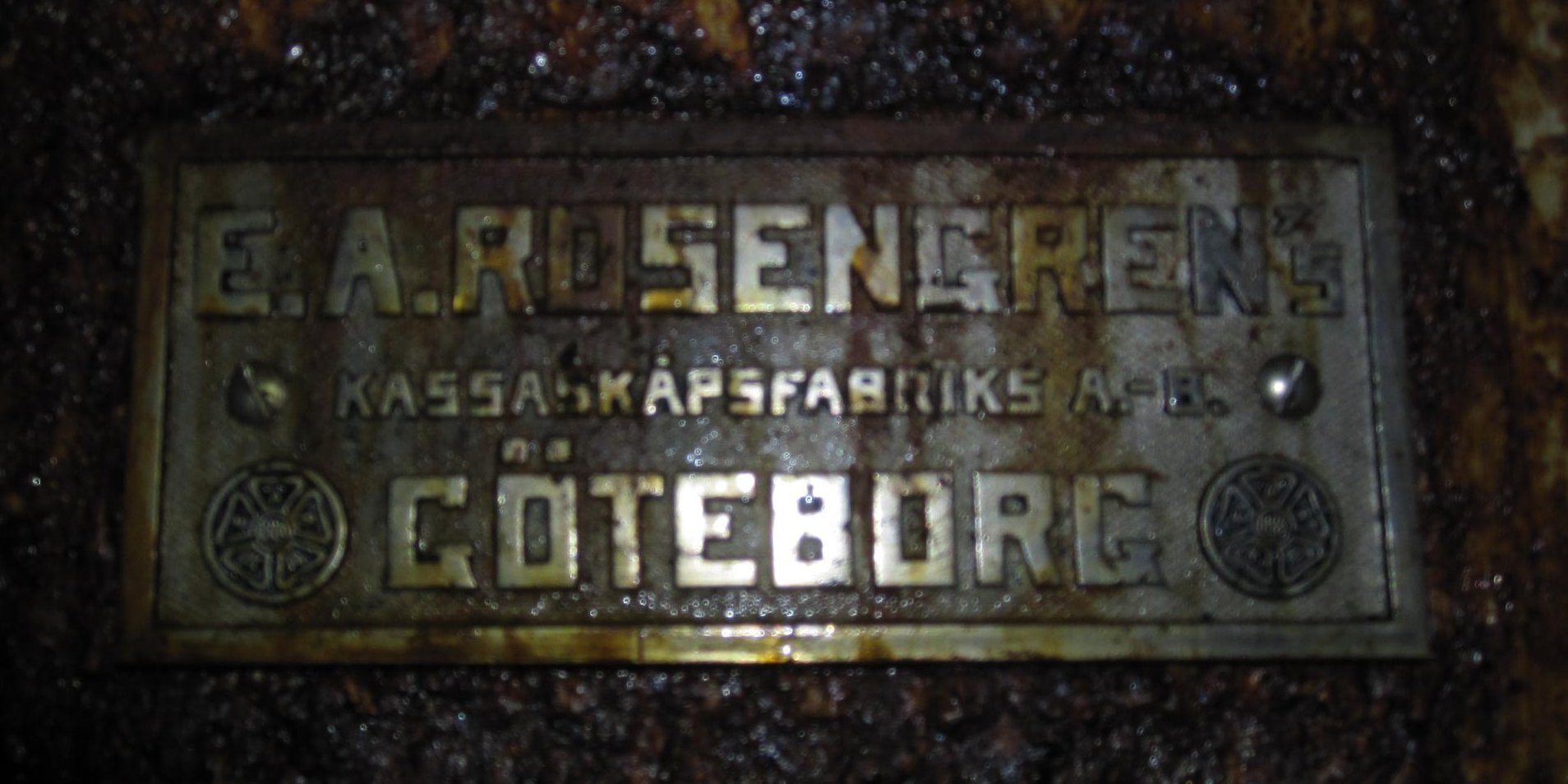
EA Rosengrens skylt på ett gammalt rostigt kassaskåp

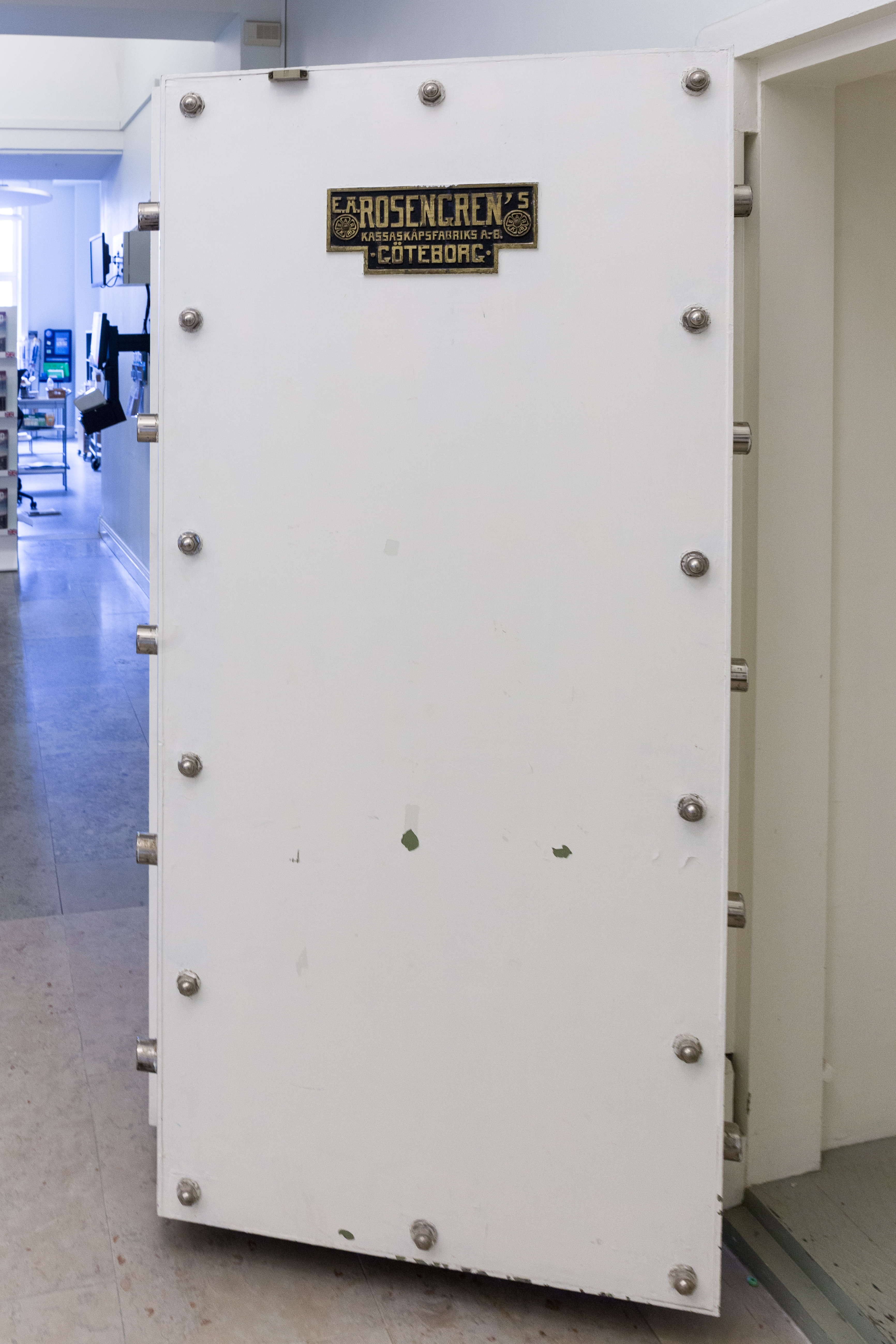
Arkivdörr tillverkad av EA Rosengren i Donnerska huset i Visby.

## Historia
Edvin Albert Rosengren föddes 1865 i ett arbetarhem på Sillgatan 21 (nuvarande Postgatan) i Göteborg. Han var son till svarvaren Jöns Peter Nilsson Rosengren och Elisabeth Eleonora Hasselgren. Fadern var född i Lund 1832, och kom till Göteborg 1855 via Stockholm. Redan före 1842 kom den danske klensmeden Peder Rasmusen till Göteborg. Han var född 1816 i Helsinge i Danmark, och startade en verkstad på Spannmålsgatan. Den blev ursprunget till E A Rosengrens kassaskåpsfabrik. Rasmusen flyttade 1863 sin verkstad från Spannmålsgatan 18 till Sillgatan 53. Man tillverkade främst dyrk- och brandsäkra kassaskåp samt decimalvågar. År 1880 avled Rasmusen, och verkstaden övertogs av hans änka Maria, född Lindberg samt sonen Jöns Rasmusen (född 1848). Edvin Albert Rosengren anställdes i början av 1880-talet, med Jöns Rasmusen som chef och läromästare. 

### E A Rosengrens Kassaskåpsfabrik
Änkan Rasmusen sålde 1886 verkstaden till Rosengren som då grundade E A Rosengrens Kassaskåpsfabrik. 1887 började Rosengren annonsera i Göteborgs adress- och industrikalendrar att han var hovslagare samt tillverkade alla slags vagnar, byggnadsmaterial, lås, grindar av smidesjärn. Verkstaden flyttades 1890 från Sillgatan 53 till lokaler i Kronhusgatan 34, en trevånings fastighet som man förvärvat. Företaget fortsatte expandera och lokalerna blev snart för små. Man beslöt då att flytta sin tillverkning till nyuppförda fabrikslokaler på Stora Krokegårdens ägor i Backa socken på Hisingen. 
En utmaning vid tillkomsten av fabriken, var att marknivån bara låg 75 centimeter över Göta älvs medelvattenstånd. Därför tvingades man att fylla upp och dränera området, för att inte verkstadsgolvet vid extremt högvatten skulle sättas under vatten. Eftersom marken bestod av lera med hög vattenhalt, gjordes byggnaderna låga och lätta. Separata betongfundament göts för de tyngsta maskinerna och golven förstärktes med extra armeringar. Flytten skedde 1905, då fabriken hade 70 anställda.
Förutom kassaskåp började företaget snart tillverka fler produkter, som kassavalvsdörrar och större värdeskåp. Grundaren Rosengren erhöll en guldmedalj på Stockholmsutställningen 1897. Några år senare började man även att exportera sina produkter till främst Ryssland och Polen. Vid Rosengrens död 1910 övertogs verksamheten av ett aktiebolag, E. A. Rosengrens Kassaskåpsfabriks AB, med 350 000 kronor i aktiekapital, vilket 1913 nedsattes till 225 000 kronor. År 1938 sysselsattes 250 arbetare.
Exporten till Ryssland och Polen föll bort efter första världskriget, men företaget inledde nu istället tillverkning av inredningar för bibliotek och arkiv, eftersom brand- och försäkringsmyndighetema krävde allt bättre skydd mot bränder och inbrott. Denna produktionen kompenserade den bortfallna exporten österut. Yrkesinspektionen ökade under 1920-talet kraven på arbetsplatsernas hygien, och Rosengrens började därför producera klädskåp av stål för kontorspersonal och arbetare inom industri, förvaltning och militärsektorn.  
År 1959 skedde en företagssammanslagning, i vilken ingick AB CTC, E. A. Rosengrens AB och AB Husqvarna Borstfabrik. Rosengrens fick däri ett aktiekapital på 5 miljoner kronor. Verkställande direktör blev Rosengrens Erik Håkansson. Omsättningen 1925 för Rosengrens var 1 miljon kronor, vid slutet av 1930-talet 3,5 miljoner, vid mitten av 1950-talet 16 miljoner och 26 miljoner kronor år 1960 med 550 anställda. En ny fabrik byggdes vid Backaplan som senare blev B&W och idag är Coop Forum.
År 1967 lämnade Rosengrens fabriker Backa och flyttade till Dalarna, med tillverkningen i Malung och Mora. Huvudkontoret blev dock kvar i Göteborg. 
År 1994 köptes företaget av Gunnebo och ingår numera i Gunnebo Nordic AB. Varumärket Rosengrens finns fortfarande kvar.